# MNK Futsal Dinamo
MNK Futsal Dinamo je hrvatski futsal klub iz Zagreba, osnovan 21. ožujka 2012. godine. Futsal Dinamo je klub koji funkcionira prema  članskom modelu upravljanja prema kojem članovi kluba, ujedno i njegovi "vlasnici", na demokratskim izborima biraju svoje rukovodstvo, a poslovanje kluba je u potpunosti transparentno.
Glavni cilj kluba je okupljanje svih navijača Dinama te promoviranje futsala kao sporta. Također, cilj kluba je da bude samoodrživ i neovisan. Sva financijska sredstva koja klub stekne ulažu se isključivo u razvoj njegovih sportskih sekcija.
Nezadovoljni situacijom u GNK Dinamu navijačka skupina Bad Blue Boys i članovi kluba odlučili su u dogovoru s osnivačima Futsal Dinama uključiti se u funkcioniranje kluba, kako bi se nastavila tradicija navijanja za Dinamo i kako bi se demonstrirao članski model upravljanja klubom.
Prvi demokratski izbori u klubu održani su 11. srpnja 2015., a skupština sastavljena od članova za predsjednika je izabrala Matiju Đulvata. Drugi izbori kluba održani su 12. srpnja 2019., a Matija Đulvat osvojio je drugi mandat za upravljanje klubom na četiri godine.
Futsal Dinamo trenutno se natječe u Prvoj hrvatskoj malonogometnoj ligi. Tri puta je u svojoj povijesti osvojio Regionalni kup, jedan naslov prvaka Druge lige, jednu Ligu prvaka drugih liga, u svih pet sezona nastupanja u 1. HMNL Futsal Dinamo stigao je do polufinala prvenstva u kojem je dva puta (sezone 2015./16. i 2016./17.) izgubio od finalista Splita, zatim dvije sezone (2017./18. i 2018./19.) od tadašnjeg dvostrukog prvaka države Novog Vremena iz Makarske, a prošle sezone (2019./20.) od aktualnog prvaka Olmissuma.

## Povijest

### Osnutak Kluba
MNK Futsal Dinamo osnovali su Matija Ðulvat i Mate Čuljak 21. ožujka 2012. godine. Aktualni predsjednik i kapetan kluba, Matija Ðulvat, bio je prvi predsjednik kluba, dok su treneri bili Mate Čuljak, koji je tu funkciju obnašao i u sezoni 2014./2015 te Juraj Fabijanić, v.d. predsjednika kluba u sezoni 2014./2015. i kasniji član Nadzornog odbora kluba.
Futsal Dinamo se u prvoj sezoni natjecao u 2. Hrvatskoj malonogometnoj ligi – Sjever i sezonu je završio na drugom mjestu, iza  MNK Uspinjače, na korak do plasmana u kvalifikacije za Prvu hrvatsku malonogometnu ligu.
U sljedećoj sezoni klub se zbog financijskih poteškoća nije natjecao u seniorskoj konkurenciji, međutim,  nastavio je funkcionirati kroz omladinske kategorije.

### Ulazak BBB u klub
Navijači GNK Dinama, Bad Blue Boysi i članovi kluba organizirani pod građanskom inicijativom Zajedno za Dinamo, nezadovoljni aktualnom situacijom u svojem klubu odlučili su na praktičan način prikazati javnosti demokratski model upravljanja klubom te su u proljeće 2014. došli na ideju osnivanja svog futsal kluba preko kojeg su željeli ponovno pokrenuti zaboravljeni trend odlazaka na nogometne utakmice u gradu Zagrebu i demonstrirati članski model upravljanja klubom.
Budući da je već postojao klub MNK Futsal Dinamo, kojeg su osnovali futsal zaljubljenici i veliki navijači Dinama, BBB su kontaktirali vodeće ljude kluba i dogovoreno je da će se seniorska momčad ponovno aktivirati, a članovi kluba će na demokratskim izborima izabrati svoje rukovodstvo te će svaki član imati pravo sudjelovati u radu Skupštine i samim time postati jednim od vlasnika istoga.
Međutim, Futsal Dinamo nije zamjena za "veliki" Dinamo kojeg ništa ne može zamijeniti. Radi se o projektu kojem je u cilju demonstrirati članski model upravljanja klubom, a način poslovanja je u potpunosti transparentan i dostupan svakom članu. Također, nastoji se održati tradicija navijanja za Dinamo i promovirati futsal kao sport. Želja navijača i jest da jednog dana Futsal Dinamo postane dio sportske obitelji Dinama.

#### Službeno predstavljanje projekta Futsal Dinamo
Projekt Futsal Dinamo službeno je predstavljen na kultnoj zagrebačkoj Šalati, 6. rujna 2014. godine, na 47. godišnjicu Dinamovog osvajanja jedinog hrvatskog europskog trofeja u povijesti, Kupa velesajamskih gradova. Na starom gradskom stadionu demonstracijsku utakmicu odigrali su MNK Futsal Dinamo i Dinamo "All Stars", među kojima su bile i mnoge legende "velikog" Dinama i zagrebačkog sporta poput Igora Bišćana, Silvija Marića, Darija Šimića, Tomislava Šokote, Slavka Ištvanića, Zvonimira Solde i drugih. 
Na otvorenom stadionu okupilo se oko četiri i pol tisuće Dinamovih navijača koji su više od tri sata neprekidno navijali i skandirali Dinamu.
Utakmica je završila rezultatom 4:4, a prije dvoboja revijalnu utakmicu odigrali su juniori NK Maksimira i NK Kustošije.
Službeno predstavljanje kluba odjeknulo je u hrvatskom javnom i medijskom prostoru kao i među ljubiteljima futsala diljem svijeta.

### Sezona 2014./2015., 2. HMNL
Natjecateljsku sezonu 2014./2015. Futsal Dinamo otvorio je 12. listopada 2014. utakmicom u Dvorani II Doma sportova, protiv aktualnog prvaka 2. HMNL – Sjever, MNK Siscije. Modri su slavili s uvjerljivih 6:1.
U drugom kolu Dinamo je upisao jedini remi u svim utakmicama jesenskog dijela prvenstva. Gostovanje kod  Kozakiva završilo je 2:2, a nakon toga su ostvarene pobjede protiv MNK Petrinjčice (8:3), MNK Zagreba 92 (4:0), MNK Agram Extreme 4:3 i u derbiju prvenstva MNK Rugvice sa 7:3.
U posljednjem kolu jesenskog dijela prvenstva Dinamo je ugostio MNK Patriot, a pobjeda mu je donosila titulu jesenskog naslova prvaka. Dinamo je tog 1. prosinca 2014., odigrao svoju prvu utakmicu u domu Dražena Petrovića u
kultnoj zagrebačkoj dvorani u kojoj inače nastupa KK Cibona. U ispunjenoj dvorani, pred više od 5500 gledatelja, Futsal Dinamo je pobijedio s uvjerljivih 5:0 i okitio se "titulom" jesenskog prvaka 2. HMNL – Sjever. 
Nastavak sezone Dinamo je otvorio pobjedama protiv Siscije (11:1), Kozakiva (6:0), Petrinjčice (2:1) i Zagreba 92 (5:1), a 20. travnja doživio je jedini prvenstveni poraz u sezoni u efikasnoj utakmici protiv Agram Extreema (6:8). O prvaku 2. HMNL – Sjever odlučivala je utakmica u Dvorani II Doma sportova protiv izravnog konkurenta za naslov, Rugvice, i Dinamo je s pobjedom od 4:0 osigurao prvi klupski naslov u povijesti i plasman u doigravanje za Prvu ligu.
Dinamo je kvalifikacijsku ligu za ulazak u 1. HMNL otvorio uvjerljivim pobjedama protiv MNK Crnice iz Šibenika (7:2) i MNK Aurelije iz Vinkovaca (5:0). Uslijedila je teško izborena pobjeda u Labinu protiv Potpićana 3:2, a matematički nastup u Prvoj ligi Purgeri su izborili pobjedama protiv Crnice na domaćem terenu (5:1) i Aurelije u gostima (3:2). Završetak sezone, u kojoj je Dinamo osvojio 2. HMNL – Sjever, Regionalni kup i mini-ligu za ulazak u 1. HMNL, obilježen je utakmicom u Domu sportova protiv Potpićana koju je Dinamo dobio 4:2.

#### Hrvatski malonogometni kup
U sezoni 2014./2015. Futsal Dinamo je u Kup natjecanje krenuo od osmine finala kupa regije "Sjever" gdje su na startu gostovali kod prvoligaša MNK Novi Marof. Prva prepreka preskočena je uvjerljivom gostujućom pobjedom od 7:2, a s te utakmice vrijedi istaknuti hat-trick Tomislava Šokote. U četvrtfinalu savladan je MNK Kozakiv (3:1), a u polufinalu je MNK Rugvica svladana s uvjerljivih 8:2 uz još jedan hat-trick Tome Šokote. 
U finalu kupa regije "Sjever" protivnik je bio MNK Alumnus, renomirani prvoligaš i tadašnji prvak Hrvatske. U prepunom domu Dražena Petrovića, Alumnus je savladan s 4:3 nakon preokreta u posljednje dvije minute utakmice pogocima Andrije Stipića i Domagoja Purgara. Ovom pobjedom izboren je plasman u nacionalni kup, ali, još važnije, osvojen je prvi klupski trofej. 
U osmini finala nacionalnog kupa Futsal Dinamo je s ukupnih 13:5 izgubio od F.C. Nacionala, aktualnog osvajača dvostruke krune.

### Sezona 2015./2016., 1. HMNL
Debitantski nastup u 1. HMNL Futsal Dinamo imao je 18. rujna 2015. u Domu sportova protiv Potpićana kojeg je nadvisio s 9:0. Do kraja jesenskog dijela sezone Dinamo je slavio u svim domaćim utakmicama. Sa 6:1 Dinamo je bio bolji od Murtera, sa 7:1 od Solina, s 4:1 od Squarea, s 2:0 od Novog Vremena i u posljednjem jesenskom kolu s 4:3 od Alumnusa. U šest domaćih utakmica Dinamo je upisao šest pobjeda i gol-razliku 32:6.
S druge strane, Dinamo je u pet gostujućih utakmica u polusezoni upisao samo jedan bod, protiv Uspinjače u 8. kolu. Poraze su upisali protiv Osijek Kelmea (2:3), Vrgorca (1:2), Nacionala (0:4) i Split Tommyja (1:7).  Futsal Dinamo polusezonu je završio na trećem mjestu s 14 bodova manje od vodećeg Nacionala i jednim više od četvrtog Squarea. Najbolji strijelac Dinama u polusezoni bio je Davor Kanjuh s 8 pogodaka .
U proljetnom dijelu prvenstva Futsal Dinamo je svladao Potpićan (7:1), Osijek Kelme (4:2), Murter (7:3), Vrgorac (4:2), Solin (5:3), Uspinjaču (3:2), Novo Vrijeme (7:1) i Alumnus (6:2). Izgubili su od Nacionala (0:3), Squarea (4:8) i Split Tommyja (2:4). Futsal Dinamo je regularni dio prvenstva završio na trećem mjestu i izborio play-off. Najbolji strijelac Dinama u regularnom dijelu sezone bio je Kanjuh sa 17 pogodaka.
U play-off-u Dinamo je igrao protiv Split Tommyja. U prvoj utakmici Split je slavio sa 7:6 nakon produžetaka, a u uzvratu je bilo 2:1 za Splićane.

#### Hrvatski malonogometni kup
Kao i u prethodnoj sezoni Dinamo je svoje natjecanje u Kupu započeo u regionalnom kupu "Sjever". Zbog manjeg broja momčadi Dinamo je u natjecanje krenuo od četvrtfinala protiv Alumnusa, suparnika kojeg je sezonu ranije nadvisio u finalu. Dinamo je u toj utakmici bio bolji 3:1. Slijedilo je polufinale protiv Novog Marofa kojeg je Dinamo pobijedio na gostovanju s 4:1, a u finalu je u utakmici odigranoj u Karlovcu nadvisio drugoligaša Rugvicu s 5:2 i osvojio svoj četvrti trofej u povijesti te se plasirao u nacionalni Kup.

Futsal Dinamo u osmini finala Hrvatskog kupa igrao je protiv Squarea iz Dubrovnika. Na domaćem terenu Dinamo je slavio s 4:0, a u Dubrovniku je izgubio s 1:2 te se plasirao na svoju prvu završnicu. Na završnici kupa, održanoj u Sutinskim vrelima, Dinamo je igrao protiv kluba s najvećim koeficijentom, Split Tommyjem, te je izgubio sa 6:4.

### Sezona 2016./2017., 1. HMNL
Futsal Dinamo se na ljeto pojačao s dva hrvatska reprezentativca Kristijanom Grbešom i Vedranom Matoševićem, reprezentativcem engleske reprezentacije Douglasom Reedom i bivšim nogometašem Mihovilom Prgometom. Prije početka sezone, Dinamo je odigrao jaki međunarodni turnir na kojem je u polufinalu izgubio od prvaka Češke Era-Pack Chrudima, a u finalu je s minimalnih 0:1 izgubio od doprvaka Portugala i treće momčadi u Europi, Benfice.
Na otvaranju natjecateljske sezone, Futsal Dinamo remizirao je na domaćem terenu s Novim Vremenom 1:1. Uslijedile su pobjede protiv Alumnusa (8:4), Solina (5:2), Uspinjače (3:2), Squarea (7:6), Vrgorca (2:1) i Osijek Kelmea (3:2). Prvi poraz u sezoni Dinamo je doživio na domaćem terenu od rivala Split Tommyja (2:3), da bi u sljedećem kolu slavio na gostovanju kod Broda 035 (6:3). Uslijedio je još jedan poraz, od Nacionala na domaćem terenu (2:4), a polusezonu je Dinamo zaključio pobjedom u Labinu kod Potpićana (4:1). Futsal Dinamo prvi dio sezone završio je na trećem mjestu s istim brojem bodova kao i drugoplasirani Split i s četiri boda manje od prvoplasiranog Nacionala. Najbolji strijelac Futsal Dinama u prvenstvu bio je Grbeša s 11 pogodaka.
U durgom dijelu sezone, Dinamo je upisao domaće pobjede protiv Alumnusa (5:0), Uspinjače (8:3), Vrgorca (6:0), Broda (8:4) i Potpićana 98 Albone 8:3, gostujuće kod Squarea (5:4), Osijek Kelmea (4:2), Split Tommyja (4:3), a upisao je gostujuće poraze od Novog Vremena (5:7) i Nacionala (0:5). regularni dio sezone Futsal Dinamo završio je na trećem mjestu i u doigravanju je krenuo iz četvrtfinala. U play-offu Plavi su s dva puta po 3:1 svladali Square i plasirali se u polufinale u kojem su izgubili od Splita s ukupnih 1:2. Prva utakmica u Splitu završila je 4:2 za domaćine. Futsal Dinamo je u drugoj utakmici, u Kutiji Šibica slavio nakon produžetaka 3:2, a u majstorici Splitovci su bili bolji s 3:0 i plasirali se u finale, dok je Dinamo drugu godinu za redom zaustavljen u polufinalu doigravanja za prvaka Hrvatske.

#### Hrvatski malonogometni kup
I treću godinu u nizu Futsal Dinamo je natjecanje u Kupu krenuo iz Regionalnog kupa. U četvrfinalu Dinamo je s 10:0 svladao Novi Marof, u polufinalu je sa 6:2 bio bolji od Alumnusa, a u finalu je s 2:0 u Karlovcu svladao drugoligaško Jesenje iz Zagorja. U prvom kolu nacionalnog Kupa, Dinamo je s ukupnih 14:4 (6:3 u Zagrebu i 8:1 u Kninu) izbacio drugoligaša Kijevo Knin i plasirao se u slejdeću fazu natjecanja. No, Dinamo je izbačen iz Kupa jer nije imao plaćenu članarinu za igrače za 2017. godinu. Kasnije se ispostavilo da je od svih klubova 1. HMNL samo jedan klub platio članarinu, a iz natjecanja je izbačen samo Dinamo te je regularnost cjelokupnog natjecanja došla pod znak pitanja.

### Sezona 2017./2018., 1. HMNL
Futsal Dinamo je na ljeto ostao bez tri reprezentativca. Hrvatski, Matej Horvat i makedonski Sadat Ziberi prešli su u talijanski Milano, a engleski Douglas Reed vratio se u domovinu. Antonio Franja se umirovio, a klub je za jesenski dio sezone ostao i bez prvog topnika iz prethodne sezone Hrvoja Penave koji je poslan na polugodišnju posudbu na Maltu. Jedino pojačanje koje je klub doveo bio je rotacijski igrač Matija Rajh, ali su u prvi plan gurnuti pripadnici iz klupske škole futsala. U sezoni 2017/18 čak sedam igrača iz škole futsala igrala su u seniorskom sastavu Modrih.
Dinamo je, suprotno predviđanjima, jesenski dio sezone odradio fantastično i osvojio je neslužbenu titulu jesenskog prvaka. Nakon 2:4 poraza u prvom kolu od prvog favorita natjecanja Split Tommyja na domaćem terenu u Domu sportova, Dinamo je u prvenstvu nanizao 10 uzastopnih pobjeda i velikim trijumfom u posljednjem kolu u Makarskoj protiv Novog Vremena (4:1) polusezonu završio kao vodeća momčad lige. Dinamo je, nakon poraza u prvom kolu od Splita, rušio redom Crnicu (6:1), Nacional (4:3), Brod 035 (5:2), Vrgorac (2:1), Square (7:2), Potpićan Albonu (13:4), Alumnus (6:1), Uspinjaču (6:0), Osijek Kelme (5:1) i na kraju Novo Vrijeme 4:1.
Dinamo u proljetni dio sezone kreće loše i gubi u Splitu od istoimenog domaćina 2:6. Modri tada upisuju četiri pobjede u nizu (Nacional 3:2, Crnica 6:5, Brod 4:2 i Vrgorac 3:1), da bi protiv Squarea u Dubrovniku odigrali 4:4. Taj remi koštao je Plave prvog mjesta u regularnom dijelu jer Split do kraja nije ispuštao bodove. Dinamo je do kraja regularnog dijela svladao Albonu Potpićan 7:3, Alumnus 9:1, Uspinjaču 7:0 i Osijek Kelme 2:0, a u posljednjem "revijalnom" kolu protiv Novog Vremena odigrao 2:2 i kao drugi ušao u doigravanje.
Dinamo je u polufinalu prvenstva čekao pobjednika dvoboja Novo Vrijeme – Square. Makarani su slavili s 2-1 u pobjedama te su izborili polufinale protiv Dinama. Plavi su u prvoj utakmici polufinala u SD Trešnjevka slavili s 3:1, Novo Vrijeme je u uzvratu slavilo s 4:0 te se u Domu sportova II igrala majstorica za finale. U dramatičnoj utakmici, Novo vrijeme je dva puta vodilo, a Dinamo se dva puta vraćao. Gol za 2:2 zabio je pokojni Matija Capar 20 sekundi prije kraja regularnog dijela. Uslijedili su produžeci u kojima je Dinamo dva puta pogodio stativu, ali nije bilo novih pogodaka te je Novo Vrijeme nakon boljeg raspucavanja penala ušlo u finale u kojem su Makarani bili bolji od Split Tommyja i s ukupnih 3:1 u pobjedama osvojili povijesni naslov prvaka države.

#### Hrvatski malonogometni kup
Nakon tri uzastopna osvajanja Županijskog kupa, Futsal Dinamo je od sezone 2017./18. krenuo iz prvog kola nacionalnog kupa. U prvom kolu Dinamo je teškom mukom svladao Murter u gostima 5:3, da bi u drugom razbio Alumnus 9:1 i plasirao se na Final Four koji se igrao u Našicama. Iako je Dinamo na završni turnir ušao kao jedan od favorita za trofej, u polufinalu je Vrgorac bio bolji s neočekivano visokih 5:1 i izbacio Dinamo iz natjecanja.

#### Strijelci i tragedije
Nažalost, sezona 2017./18. ostat će upamćena kao najcrnija u kratkoj povijesti kluba zbog dvije teške tragedije koje su pogodile plavu obitelj. Prvo je krajem prosinca 2017. preminuo Mate Čuljak, jedan od osnivača kluba i njegov prvi trener, a na kraju sezone, pet dana nakon posljednje utakmice protiv Novog Vremena (2:2), u prometnoj nesreći smrtno su stradali Matija Capar, igrač i voditelj škole futsala, te kadet Oskar Kadrnka koji su se u noći s nedjelje na ponedjeljak 4. lipnja vraćali s kadetskog turnira u Šibeniku na kojem je Dinamo U15 osvojio brončanu medalju.
Što se ljestvice strijelaca tiče, najviše je zabio Kristijan grbeša (22), zatim Davor Kanjuh (21), Vedran Matošević 20, Mihovil Prgomet 19, a 13 je zabio Kristian Čekol.

### Sezona 2018./2019., 1. HMNL
Futsal Dinamo je na otvaranju sezone, na 5. tradicionalnoj Šalati, ugostio grčki Panathinaikos iz Atene. Zbog dobrih odnosa Bad Blue Boysa i Gate 13, na tribinama zagrebačkog stadiona bio je i veliki broj grčkih navijača. Utakmica je završila rezultatom 5:4 za Dinamo, a navijači su napravili još jednu spektakularnu atmosferu. Dinamo u sezonu 2018./19. ne ulazi najbolje. U uvodna tri kola upisao je dva neočekivana domaća remija, protiv Broda (3:3) i Crnice (2:2), a na gostovanju kod Novog Vremena Apfel izgubio je 1:4. No, Plavi su se uspjeli konsolidirati te su serijom pobjeda skočili u gornji dom prvenstvene ljestvice. Kolo prije kraja regularnog dijela sezone Dinamo je bio drugi, no u posljednjoj utakmici, u Domu sportova, odigrao je s AFC Universitasom 3:3, primivši pogodak u posljednjoj sekundi, te je pred doigravanje pao na četvrto mjesto.
U doigravanju Dinamo je igrao protiv gradskog rivala Uspinjače Gimke. U prvoj utakmici Gimka je slavila s 2:1, unatoč 72 Dinamova udarca na suparnički gol. U drugoj utakmici Dinamo je u Kutiji šibica izjednačio seriju na 1-1, da bi u trećoj utakmici, u Domu sportova, preokretom i sjajnim pogotkom Davora Kanjuha 15 sekundi prije kraja stigao do pobjede 5:4 i prolaska u polufinale. U polufinalu od Plavih su u dvije utakmice bili bolji aktualni prvaci, Novo Vrijeme Apfel i drugi put u nizu zaustavili Dinamo korak prije finala.

#### Hrvatski malonogometni kup
Futsal Dinamo niti ove sezone nije trebao igrati Regionalni kup, no iz nacionalnog je ispao već na prvoj prepreci, u osmini finala na gostovanju kod Uspinjače Gimke u Sutinskim vrelima. Iako je Dinamo na odmor otišao s prednosti od 3:1, Uspinjača je u nastavku stigla do 5:4 pobjede.

### Sezona 2019./2020., 1. HMNL
Na tradicionalnom otvaranju sezone na zagrebačkoj Šalati Dinamo je ugostio talijanski Milano. Plavi su slavili s 2:0, a navijači su još jednom "zapalili" Zagreb. Natjecateljski dio sezone Plavi nisu otvorili najbolje, u sezonu su krenuli porazima od Novog Vremena (2:5) i Squarea (3:4), a protiv Alumnusa u Sesvetama odigrali su 3:3. U četvrtom kolu Dinamo je upisao prvu pobjedu, svladavši Crnicu na domaćem terenu s 4:0. Prvi dio sezone Futsal Dinamo je završio na petom mjestu, no u proljetnom dijelu bio je jedini neporaženi hrvatski klub, svladavši u posljednjem kolu prije prekida prvenstva zbog pandemije koronavirusa, vodeću momčad lige Olmissum u Omišu s 2:1.
Nakon tromjesečne pauze, Dinamo je nastavio s pobjedama te je u tri preostala kola regularnog dijela sezone upisao tri pobjede, protiv Universitasa 7:3, protiv Splita 3:2 i protiv Uspinjače Gimke 4:3. U četvrtfinalu Dinamo je ponovno igrao protiv Uspinjače Gimke te je do pobjede stigao nakon još jednog meča punog preokreta (4:2). U polufinalu prvenstva Dinamo je izgubio od kasnijeg prvaka Olmissuma s minimalnih 0:1 u Omišu.
Najbolji igrač i strijelac sezone bio je Kristian Čekol sa 16 pogodaka, a najbolji asistent Davor Kanjuh s 15 asistencija.

#### Hrvatski malonogometni kup
U osmini finala kupa Hrvatske Dinamo igra 15. studenog u Slavonskom Brodu protiv drugoligaša Broda 035. U četvrtfinalu, Dinamo je izgubio od Olmissuma u Omišu s 2:3.

## Boje i grb Futsal Dinama

### Klupska boja
Klupska boja Futsal Dinama je plava boja, isto kao i u slučaju GNK Dinamo. U sezoni 2014./2015. službeni dres kluba u domaćoj garnituri je plave boje, s bijelom kragnom i bijelim obrubom na dnu rukava. Na lijevoj strani na prsima nalazi se klupski grb, dok je s desne strane logotip Nikea, službenog proizvođača. Na leđima nalazi se broj igrača u bijeloj boji. 
U sezoni 2016./2017. Futsal Dinamo je promijenio izgled dresa koji je ostao plave boje, a na leđa je dodana zastava Republike Hrvatske.
Druga garnitura dresova je kompletno crne boje bez kragne. Na desnom ramenu ispicana su imena "Oskar, Capi, Čuljo" u znak sjećanja na tri preminula Dinamova heroja. 
Treća garnitura dresova je kompletno bijele boje bez kragne. 
Treća garnitura dresova je kompletno sive boje bez kragne. 

### Klupski grb
Futsal Dinamo ima grb u obliku štita, s krunom na vrhu. Štit predstavlja želju kluba da „obrani, očuva i promiče osnovne sportske vrijednosti“. Dominantna boja u štitu je plava boja, koja reflektira boje kluba. Po sredini štita nalazi se stilizirano slovo "d" u bijeloj boji. Kruna štita je također u bijeloj boji, a unutar krune nalazi se natpis "FUTSAL DINAMO" plavim slovima. Štit je obrubljen debljom bijelom i tanjom plavom linijom.   
Grb Futsal Dinama inspiriran je grbom GNK Dinamo u kojem dominira malo slovo "d". No, konkretno, grb je inspiriran grbom kakav je Dinamo koristio u periodu od 1950. do 1969. godine. U tom razdoblju Dinamo je osvojio dva naslova prvaka SFRJ i jedini hrvatski europski naslov, Kup Velesajamskih Gradova 1967. godine.

## Dvorana
Futsal Dinamo za sada nema svoj stalni dom. Umjesto toga, utakmice igra po raznim dvoranama Grada Zagreba, a dvije utakmice odigrao je i u gradu Karlovcu. Kao "matična" dvorana kluba smatra se Dvorana II. Doma sportova u kojoj je Dinamo odigrao svoju prvu službenu utakmicu (protiv Siscije 6:1) te je u "Dvojci" odigrao najviše utakmica Prve lige. Veliki broj domaćih utakmica u 2. HMNL – Sjever klub je odigrao u ŠD "Sutinska vrela" u Podsusedu, a dvije najposjećenije utakmice, kojima je oborio rekord posjećenosti hrvatskih futsal utakmica, Futsal Dinamo je odigrao u Košarkaškom centru "Dražen Petrović", protiv Patriota i Alumnusa u prosincu 2014. Dinamo je također nekoliko utakmica odigrao u zagrebačkoj dvorani Martinovka, a jednu u školskoj dvorani u zagrebačkom kvartu Dubrava.  

## Ustrojstvo kluba
MNK Futsal Dinamo je u vlasništvu svojih članova koji na demokratskim izborima biraju svoje rukovodstvo. Svaki član ujedno je i „vlasnik“ kluba. Svi članovi kluba s pravom glasa imaju pravo sudjelovati u radu kluba putem Skupštine, dok mlađi od 18 godina imaju pravo prisustvovati Skupštini bez prava glasa. Krovni akt kluba je Statut koji je dostupan svima. Klub vodi vodstvo kojeg su izabrali članovi.
Članom kluba može postati svaka fizička osoba uplatom članarine i upisom u Registar članova čime stječe prava i obveze. Tijela kluba su: Skupština, Predsjedništvo, Nadzorni odbor i Stegovna komisija. Skupština je najviše tijelo upravljanja klubom koju sačinjavaju svi poslovno sposobni članovi kluba. Redovito zasjedanje skupštine predviđa se najmanje jednom godišnje, dok se izborna skupština održava jednom u četiri godine.
Predsjedništvo je izvršno tijelo kluba koje obnaša izvršne funkcije i druge funkcije propisane Statutom, kao što su vođenje sportske i stručne politike kluba, zastupanje kluba, upravljanje imovinom kluba, imenovanje sportskog direktora i dr. Predsjednika kluba biraju članovi kluba na izbornoj skupštini na vrijeme od četiri godine. Predsjedništvo je dužno podnositi izvješća o radu Skupštini kluba. Predsjednik kluba predlaže Skupštini članove Predsjedništva, a za svoj rad također je odgovorno Skupštini. 
Nadzorni odbor Kluba prati i nadzire rad tijela kluba utvrđenih Statutom. O svojim nalazima i mišljenjima obavještava Skupštinu i organ čiji je rad nadziran. Članove Nadzornog odbora bira Skupština, a kandidat mora biti predložen od najmanje 20 članova s pravom glasa i mora se složiti sa svojom nominacijom. Mandat članova Nadzornog odbora traje četiri godine.
Stegovna komisija tijelo je kluba koje se brine o poštovanju dužnosti članova kluba. Članovi kluba stegovno odgovaraju za povredu svojih članskih dužnosti izricanjem opomene ili isključenjem iz Kluba. Stegovna komisija sastavljena je od tri člana na mandat od četiri godine, čije članove bira i opoziva Skupština. 
Prva izborna skupština Kluba održana je 11. srpnja 2015. Jednoglasnom odlukom skupštine kluba za predsjednika je izabran Matija Đulvat, kao potpredsjednik izabran je Juraj Čošić, a kao glavni tajnik izabran je Filip Andabaka, koji je na redovnoj sjednici Skupštine, održane 27. prosinca 2016. zamijenjen Kristijanom Tudjom. U nadzorni odbor, koji se sastoji od tri člana, izabrani su Juraj Fabijanić, Nikola Majpruz i Domagoj Purgar.

### Članstvo u klubu
Cijena članarine za prvu godinu bila je 50 kn, a svaki član dobio je prigodan poklon. U 2014. godinu Futsal Dinamo je imao 1608 članova.
Pred kraj 2014. godine, privremeno vodstvo kluba, provelo je prvi referendum među svojim članovima oko cijena članarina za 2015. godinu. Članovi su demokracijom odlučili kako će cijena članarine za aktualnu sezonu biti 80 kn za punoljetne i 50 kn za maloljetne osobe, a vodstvo kluba je tu odluku implementiralo.
Drugu (2015. godinu), Futsal Dinamo je završio s 1325 članova,  2016. s 1603 članova, 2017. s 1554., a u još uvijek aktualnoj 2018. klub je oborio rekord i trenutno ima više od 2000 članova.

## Vizija kluba
Ideja pokretača ovog projekta jest da MNK Futsal Dinamo postane i službeni dio sportske zajednice NK Dinama, po uzoru na udruge građana iz Španjolske i Portugala. U studenom 2016. osnovan je Boksački klub Dinamo koji funkcionira prema sličnom modelu kao i Futsal Dinamo. To je bio prvi veliki korak k osnivanju Sportskog društva Dinamo. .
Također, cilj je nastaviti s afirmacijom članskog modela upravljanja klubom, kao i svojim djelovanjem „promovirati futsal i sport“.

## Dinamova Škola futsala
Osim seniorske momčadi Futsal Dinamo ima U-21, U-19, U-17 i U-15 ekipu, U-13, U-11, U-9, U-7 i U-5 ekipu. U Dinamovoj Školi futsala trenutno trenira više od 110 djece, pod paskom osam trenera na četiri različite lokacije (SD Megaton, SD Fair Play, SD Martinovka i SD Dom sportova). Kao najveće uspjehe Škole bilježi se nastup na završnici prvenstva Hrvatske za juniore te brončana medalja na U13 Svjetskom klupskom prvenstvu u Barceloni 2017.
Voditeljica Dinamove Škole futsala je Petra Mandić Jelaska.

## E-sport momčad
Na prvom članskom turniru u igri EA Sport FIFA 2020, održanom 6. listopada 2019. Dinamo je pokrenuo e-sport momčad. Igrači koji treniraju za Dinamo igraju FIFA turnire pod grbom Futsal Dinama. Cilj momčadi je privući mlade da se, osim igranja videoigara, bave sportom i budu odlični učenici. Svaki član Dinamove e-sport momčadi mora biti član kluba, sportaš i odličan učenik.
Premijerni nastup Dinamova e-sport momčadi imala je na eDinamo Cupu kojeg je organizirao GNK Dinamo, a prvu e-titulu Dinamu je donio Andrija Vrcan na turniru u Supernova Garden Mallu.
U Dinamovoj e-sport momčadi trenutno igraju Tomislav Hercigonja, seniorski golman, Filip Novak, junior kluba koji trenira sa seniorima i viceprvak Hrvatske u FIFA-i, Andrija Vrcan, junior kluba, i Tomislav Špiljar, povjerenik kluba i bivši junior.
Za vrijeme pandemije coronavirusa koji izaziva bolest Covid-19, Futsal Dinamo organizirao je Dinamove online turnire te je 27. ožujka, na dan kada se trebala odigrati prvenstvena utakmica protiv Uspinjače Gimke, odigrao e-sport utakmicu protiv Uspinjače, a to je ujedno bila prva e-sport utakmica između dva hrvatska športska kluba.

## Stručni stožer
Izvor:
| Funkcija           | Ime i prezime  |
| ------------------ | -------------- |
| Trener             | Matija Đuvlat  |
| Pomoćni trener     | Nikola Grgić   |
| Fizioterapeutkinja | Tina Krmpotić  |
| Trener golmana     | Mario Modrušan |
| Kondicijski trener | Domagoj Čondić |

## Športski uspjesi
- Druga hrvatska malonogometna liga – Sjever
  - Prvaci 2014./15.
  - Viceprvaci 2012./13.

- Regionalni kup – Sjever
  - Prvaci 2014./15., 2015./16., 2016./17.

- Kvalifikacije za 1. HMNL
  - Prvaci 2014./15.

## Humanitarni karakter
Klub je prvu veliku humanitarnu akciju imao početkom prosinca 2014. kada je podržao akciju "Palčić gore" za pomoć prijevremeno rođenoj i bolesnoj djeci. Sredstva za pomoć skupljena su prodajom raznovrsnih artikala na dan najposjećenije utakmice kluba, protiv MNK Patriota, 1. prosinca 2014. godine.
Također, u zimskoj pauzi u sezoni 2014./15. organizirana je i humanitarna utakmica protiv zvijezda skandinavskog futsala (4:6), koji su zaigrali pod nazivom "Nordic Stars". Cjelokupni iznos zarade s te utakmice doniran je udruzi Sv. Vinko Paulski iz Vukovara, koja brine o sugrađanima slabijeg imovinskog stanja te roditeljima s više djece.
Od tada svake godine, u vrijeme blagdana Svetog Nikole, Futsal Dinamo organizira humanitarnu akciju u sklopu prvenstvene utakmice, a 7. prosinca 2019. klub je organizirao najveću humanitarnu akciju do sada, na derbiju protiv Splita u KC Dražen Petrović okupio je pet udruga koje se bave dobrotvornim radom (Palčići, Jedni za druge, Sveti Vinko Paulski, Judo klub osoba s invaliditetom Fuji i Down syndrome centar Pula), priključio ih je jednom športskom spektaklu, napravio promociju, a plavi Sveti Nikola podijelio je članovima udruga poklone. Futsal Dinamo dio prihoda od prodaje ulaznica donirao je spomenutim udrugama.
Igrači, uprava i navijači kluba svake godine pohode Kolonu sjećanja na dan obljetnice pada grada Vukovara (18. studenog) kako bi odali počast njegovim žrtvama. Također, svake godine delegacija kluba posjeti Memorijalno groblje žrtava Domovinskog rata, Ovčaru i Vukovarsku bolnicu. Također, svake godine u dane oko pada Vukovara Futsal Dinamo odigra prijateljsku utakmicu s vinkovačkim futsal klubom MNK Aurelia, a prihod od utakmice odvaja se za obnovu vukovarskog vodotornja.
Krajem ožujka 2015. Futsal Dinamo sudjelovao je na humanitarnom malonogometnom spektaklu u Kutini koji je organiziran s ciljem prikupljanja novčanih sredstva za obitelj Hrvatskog branitelja Veljka Marića. Obitelji je donirano 10 tisuća kuna, a turnir je osvojio Dinamo pobijedivši u finalu MNK Kutinu sa 6:5.
Godinu dana nakon predstavljanja na Šalati, Dinamo je na istom stadionu ponovno odradio službeno predstavljanje za novu sezonu. Povodom te manifestacije, u klubu su među članovima proveli natječaj za dizajn majice od čije je prodaje prihod bio doniran udruzi "Jedni za druge" koja se bavi prevencijom ovisnosti, socijalnom i psihološkom rehabilitacijom, te resocijalizacijom bivših ovisnika i osoba s invaliditetom pomoću terapije jahanjem.
Klub je i u narednim godinama nastavio s humanitarnim akcijama, a često se odaziva i na humanitarne akcije koje organiziraju drugi klubovi.
Klub također teži što većim uključivanjem zajednice u rad kluba, te šalje otvoreni poziv svojim članovima i prijateljima za volontiranjem za što uspješniji rad kluba.

## Vanjske poveznice
- Medumrežne stranice Futsal Dinamo
- Međumrežne stranice Bad Blue Boysa